# 衛元嵩
衛 元嵩（えい げんすう、生没年不詳）は、中国北周の還俗僧であり、廃仏論者である。また、予言を能くした神異の僧としても伝えられる。

## 生涯
蜀郡繁県の生まれであるが、祖先は動乱を避けて河東から移住した寒門である。元嵩は、南朝梁末に出家し、成都の野安寺に住していた。南朝梁の元帝政権が西魏に滅ぼされた後、江陵から逃れて来た亡名法師の門下に入った。成都の街巷では、風狂の所行が見られたという。その後、蜀郡の武陵王蕭紀の政権も、北周に制圧されたので、長安に向かった。
長安で、天和2年（567年）に北周の武帝に対して、廃仏案を上進した。そこでは、「曲見伽藍」と糾弾している僧寺を廃して、広く人民を利益し、国力を増強することこそが、大乗菩薩道に適っていることが述べられ、その理想の様を「平延大寺」と称している。
天和2年（567年）当時の実権者は、奉仏者としても知られた大冢宰の宇文護であり、武帝自身も傀儡状態にあり、三教談論など、政治の実権とは無縁の世界に没頭するより他ない状態であった。それが、建徳元年（572年）のクーデターによって宇文護を誅殺したところから、武帝の親政が始まった。建徳3年（574年）、遂に道仏二教を廃する詔が発せられた。そして、そのひと月後には、通道観を設置して学士を置くことが宣せられた。
元嵩は、その後、蜀郡公の爵位を賜った、という記述が、その著書で陰陽術数に関する書物である『元包』の序に見えるが、詳細は不明である。また、元嵩は、「千字詩」という千字文に類した詩を残した、と伝記中に記されており、それが、隋より唐の前半期に王朝交代に利用された、元嵩作とされる予言詩の根拠となっているものと考えられる。
また、元嵩には、「斉三教論」7巻の著作があったことが、『旧唐書』「経籍志」と『新唐書』「芸文志」の子部・道家類に著録されている。但し、既に散佚しており、その逸文も見られないことから、その内容を知ることは出来ない。

## 没後の仏教説話
武帝が崩御し、元嵩も没した後に、数種の説話伝承が流布していたことが知られている。いずれも、廃仏皇帝である武帝の因果応報としての末路を示す宗教性の強い伝説である。冥界説話や応報説話の形をとり、まだ寿命のある人が、誤って閻魔王のもとに送られ、審判の結果、その誤りが判明して蘇生し、見聞したさまを語ったという構成をとっている。
現世においては廃仏を断行した武帝も、地獄においては一亡者に過ぎず、その責め苦が辛酸を極めていること、帝は自らの過ちを深く後悔しており、生前の誤った廃仏政策を撤廃し、現皇帝である隋の文帝に修功徳事業を推進することを勧める、という内容である。
同時に、往々にして説かれる話説によれば、一方の、武帝を煽動した衛元嵩の方はと言えば、閻魔王の管轄外にあって、武帝が受けているような地獄での仏罰を受けていない。三界をくまなく捜索しても、その姿を発見し得ないのである、と説かれる。よって、そのような元嵩を閻魔王庁に連行することも、やはり功徳になる、ということが説かれている。
また文帝が仁寿舎利塔の造立に見られるような功徳を積めば、その福田の余慶が武帝にも及び、その責め苦が軽減されるのだ、ということも述べられる。
これらの説話の背景には、隋より唐初期、更に武周期に及ぶ間の時代に、数種の衛元嵩作とされる予言詩、童謡が巷間に流布しており、それらが、王朝の交代を予言したものとして受容されていた事実と符合するものと考えられる。つまり、廃仏扇動者として非難する論調が存在した反面で、その神異・霊異の力を容認し、一面では実権者側が、その力を利用するような風潮が、持続していたことの現れが、この説話における元嵩に対する一種ねじれた扱いであると考えられる。
実際、唐末より北宋初に書かれた『北山録』の注には、元嵩がその霊力を失い、地獄で廃仏の報応を受けていた、とする説話の断片が記録されている。また、その獄中の元嵩を見聞して現世に戻る役割は、唐の太宗李世民が担っており、これは、『西遊記』中に冒頭で語られる太宗の入冥説話との関連をうかがわせるものである。

## 『衛元嵩十二因縁六字歌詞』
上記の仏教説話に登場する、三界を外れた異能者としての元嵩像と関連することが想定される資料が、敦煌文書中に存在する。それは、Ｐ2385の道教経典『霊真戒抜除生死済度苦経』の紙背に、複数の仏教経典の抜書き等と共に記されたものである。本文となるのは、仏教教理である十二因縁の内容を、各6文字×8句の歌詞、韻文で分かりやすく説いたものである。同様の韻文、讃偈の類は、『景徳伝灯録』巻29「讃頌偈詩」中の、宝誌作とされる『大乗讃』や『十二時頌』『十四科頌』など数種が伝来しており、それらとの関連をうかがわせるものである。
元嵩自身の伝記との関連は、その六字歌詞の本文ではなく、それに付された「自序」にある。但し、神異風狂の僧としての存在を考えると、宝誌作とされるものと同様の、世俗教化に利用されるような詩歌が存在することは、その立ち位置を考える場合に、看過できないものがあるのも確かである。
さて、「自序」の内容は、次のとおりである。「私は本来、性浄国・大般涅槃州・清昇彼岸郡・寂滅法身県・薩婆若郷・正真如里に属する者である。無為村に住み、無作舎に坐していた。父の名は平等、母の字は慈悲。突如、悪世の強大な魔軍に遭遇し、戦うも軍陣に降り、三界に堕した。煩悩の世界に長く住み、欲望に縛られ自由を得られなかった。某年某月日、四大五蔭六根の大賊を征伐せよとの、法王の命が下った。大精進の馬に騎乗し、腰には利智の剣を帯び、脚は平等地を踏み、手には禅定の弓を掴んで、大智慧の矢を放ち、身中の三十六賊を射破った。そうして、私は、菩薩の勲と爵位俸禄を賜った。衆生の成仏も復活した。」その結果、平等・慈悲の父母への孝行をからめ、最後に十二因縁理解の重要性を知らしめるために、六字歌詞を作った、というのがこの「自序」の内容である。
この写本は、唐代のものであると推定されるが、そこで独白する元嵩像は、上記の仏教説話で、閻魔王の管轄外、三界外の存在であり、地獄に至らせて武帝とともに苦を受けさせることができない、と説かれているのと、一致するものと想像できる。やはり、北周の在世中より、唐代の何れかの時代に至るまで、あるいは郷里の四川か、その周辺かに於いて、元嵩を、このような神異の人と見る伝承があったのは確かかと想像される。

## 伝記資料
- 『続高僧伝』巻25
- 『周書』巻47
- 『広弘明集』巻7